# Osicono

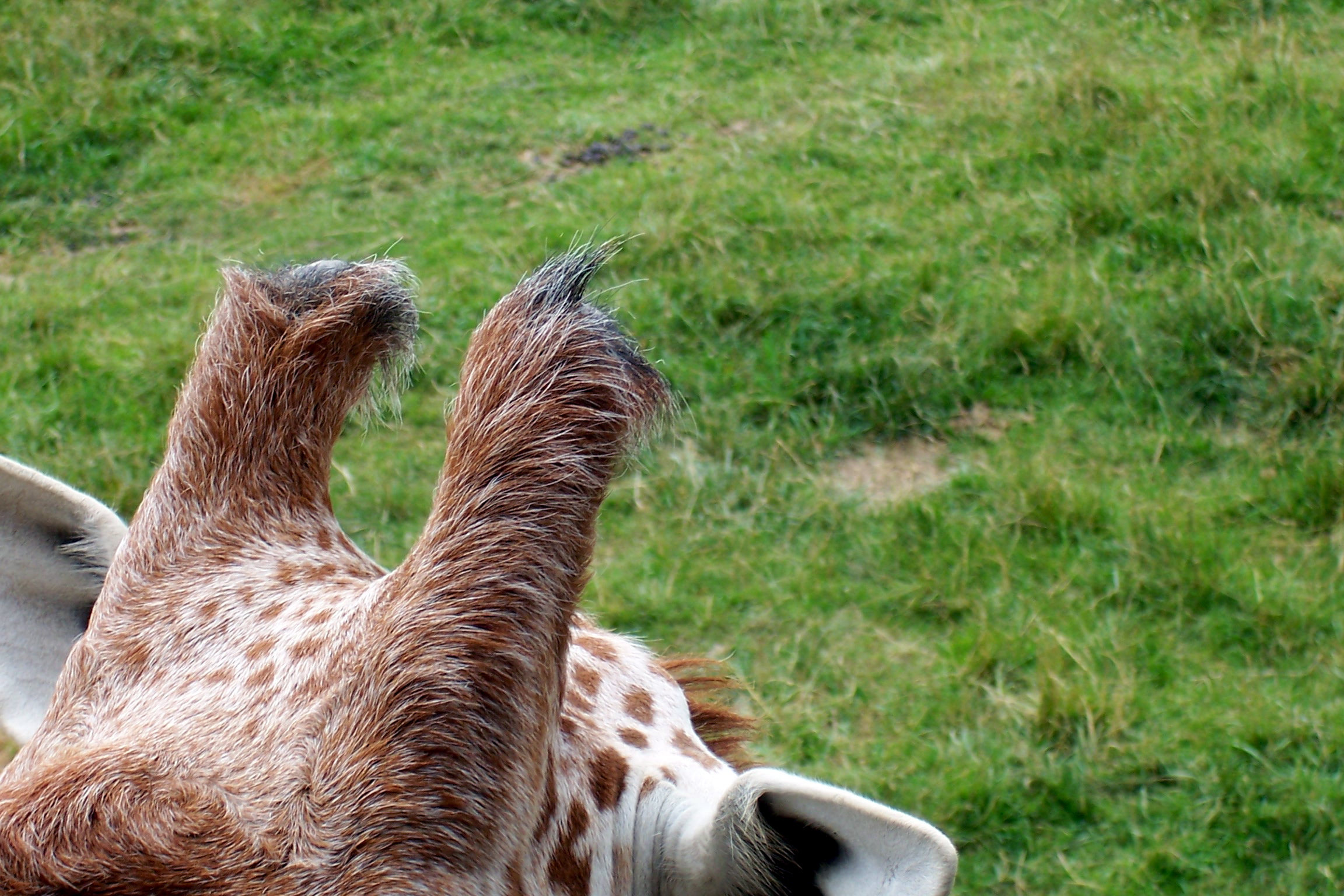
Osiconos de una jirafa reticulada.

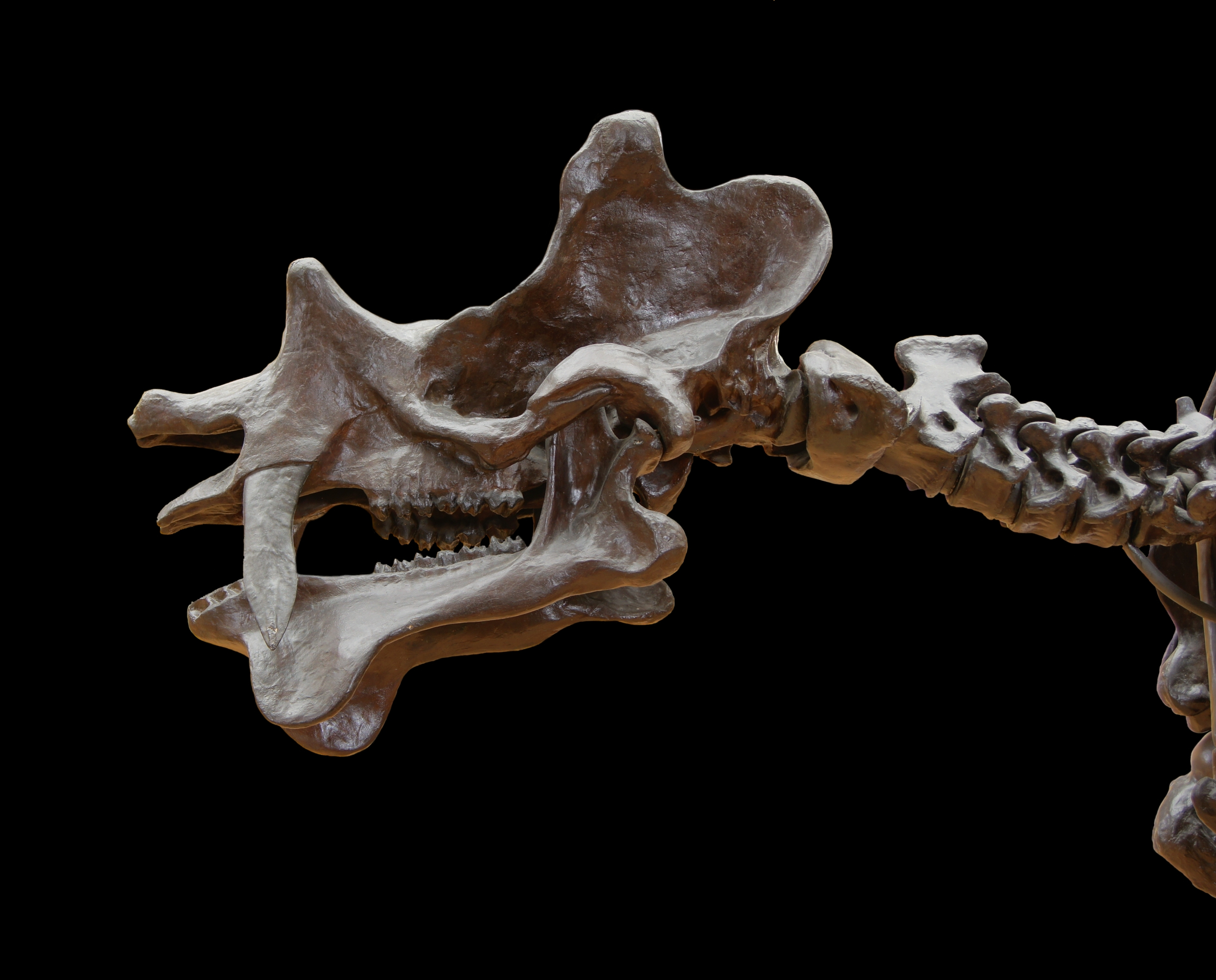
Los tres osiconos del lado izquierdo de un Dinoceras (género sinonimizado hoy en día con Uintatherium) son visibles en esta fotografía. El animal tenía seis en total.

Los osiconos son protuberancias óseas cubiertas de piel presentes en la cabeza de algunas especies de mamíferos. Se observa la presencia de osiconos tanto en especies actuales como en especies extintas. Mamíferos actuales dotados de osiconos son, por ejemplo, las jirafas de ambos sexos o los machos del okapi. Entre los mamíferos fósiles en los que se ha descubierto la presencia de osiconos se cuentan géneros como Uintatherium (emparentado con los rinocerontes), o también Sivatherium, Climacoceras y Prolibytherium (estos tres últimos emparentados con los jiráfidos, como la jirafa o el okapi, ya mencionados). En la actualidad sólo las jirafas y los okapis tienen verdaderos osiconos (en lugar de cuernos o astas), aunque la base desde la que crecen las astas de los cérvidos, son una osificación muy similar a la de un osicono.
Los osiconos derivan de cartílago osificado, y permanecen cubiertos de piel y pelo, a diferencia de los cuernos. Las astas son derivados de tejido óseo: cuando por ejemplo un ciervo rojo alcanza la madurez necesaria, la cubierta de la piel y el pelo de las cornamentas, calificado este de «terciopelo», el animal se raspa las astas para que la cubierta de piel se desprenda y se exponga el hueso de la astas.
Los osiconos están vascularizados, por lo que, además de ser usados en combate por los machos (en el caso de las jirafas, por ejemplo), podrían tener alguna función ligada a la termorregulación. En las jirafas, la apariencia de los osiconos permite distinguir el sexo o la edad de un individuo: los osiconos de las hembras y de los jóvenes son delgados y tienen un pequeño penacho de pelo en la parte superior, mientras que los osiconos de los machos adultos terminan en protuberancias en forma de perilla y tienden a ser calvos en la parte superior.